# Коксарай
Коксара́й (каз. Көксарай) — село у складі Отирарського району Туркестанської області Казахстану. Адміністративний центр Коксарайського сільського округу.
Населення — 3775 осіб (2021; 3896 у 2009, 4090 у 1999, 4621 у 1989).